# Brandvikeholmen
Brandvikeholmen est une île norvégienne du comté de Hordaland appartenant administrativement à Stord.

## Description
Rocheuse et couverte d'arbres à l'exception de ses côtes, à fleur d'eau, elle s'étend sur environ 79 m de longueur pour une largeur approximative de 50 m. 